# Four: The Transfer: A Divergent Story
Four: The Transfer: A Divergent Story, es una historia corta escrita por Veronica Roth. La obra narra los acontecimientos ocurridos después de la prueba de aptitud de Tobias, la ceremonia de elección, las primeras pruebas de iniciación y la naciente rivalidad con Eric y fue publicada el 3 de septiembre de 2013.

## Argumento
La historia comienza momentos después de haber concluido la prueba de aptitud de Tobias Eaton y narra lo ocurrido la noche anterior a la ceremonia de elección del chico; las dudas y motivaciones que llevaron a Tobias a elegir Osadía, así como las primeras pruebas de iniciación, donde revela sus miedos más profundos y su naciente rivalidad con Eric, otro iniciado transferido de Erudición y la adopción de su sobrenombre, Cuatro.

## Personajes
- Tobias Eaton, el narrador y protagonista de la historia de 16 años, que vive atemorizado por la violencia que prevalece en su casa por parte de su padre, después de que su madre los abandonó.

- Marcus Eaton, el padre de Tobias, quien lo violenta física y psicológicamente, al punto de orillarlo a abandonar su facción de origen para huir de él. Es un miembro respetado y uno de los líderes de Abnegación.

- Amar, uno de los líderes de Osadía y mentor de Tobias.

- Eric, un iniciado de Osadía que se transfirió de Erudición y que comienza a tener una rivalidad con Tobias.

- Tori Wu, una miembro de la facción de Osadía, encargada de aplicar la prueba de actitud a Tobias.

- Max, uno de los líderes de Osadía.

- Andrew Prior, uno de los líderes de la facción de Abnegación, amigo de Marcus Eaton.

## Desarrollo

### Antecedentes
Después de haber escrito Free Four en 2012, Roth anunció a través de su blog la publicación de otras cuatro historias cortas narradas desde el punto de vista de Tobias Eaton, comentando:

"Consideré unas cuantas opciones sobre lo que podría escribir y sobre la perspectiva de quién lo haría. Con el tiempo, se hizo evidente que el personaje en el que estaba más interesada en explorar era Cuatro. Estaba emocionada de expandir mi propio conocimiento sobre él, ayudando a profundizar en el personaje de una manera que nunca lo he hecho antes, y para construir las partes del mundo que Tris nunca experimentó debido a su limitada perspectiva".

Cada breve historia explora el mundo de la serie Divergente a través de los ojos del misterioso pero carismático Tobias Eaton, revelando facetas desconocidas de su personalidad, su pasado, y sus relaciones. Las historias estarán disponibles como e-books, y en forma física a partir del 11 de febrero de 2014 en una compilación llamada Four: A Divergent Story Collection.

### Portada
La portada contiene un círculo (como las demás de la trilogía) de vagones de tren que chocan en cuatro lugares diferentes. Joel Tipple es quien diseñó la portada.

## Recepción de la crítica
Bibliofiend en su opinión, dijo que "The Transfer dio una inmensa cantidad de profundidad a un personaje que parecía siempre tan reservado y duro. Entrar en la mente de Cuatro fue una gran manera de entender sus motivos y razonamientos para elegir dejar Abnegación".  En otra crítica, alabó la historia diciendo que "En esta breve historia, somos capaces de obtener a detalle del por qué Cuatro es de la forma que es. Experimentamos el proceso de su Ceremonia de Elección, su paisaje del miedo y el principio de su ascenso en Osadía".